# جی‌اف‌کی (شرکت)
جی‌اف‌کی (انگلیسی: GfK) شرکت مطالعات بازار آلمانی است، که در سال ۱۹۳۴ تأسیس شد.